# الرقابة في جزر المالديف
تقدمت جزر المالديف في المؤشرات الدولية لحرية الصحافة، حيث باتت تحتل مؤخرا مراكز مُتقدمة، مما يدل على الدرجة الكبيرة من الحرية التي يحظى بها شعبها، وتسمح سلطات الجزر بمناقشة كل المواضيع على وسائل الإعلام حتى تلك التي تتحدث على الدين، ومع ذلك فلا زالت هناك بعض المواضيع التي يُمكن القول عنها أنها مُقيدة بإحكام.

## التقييمات العالمية
في عام 2011، قيمت فريدم هاوس حرية الصحافة في جزر المالديف، فكشف التقرير السنوي أن المالديق تحتل المرتبة 50 في الحريات، ووضعها ضمن مجموعة «الدول الحرة جزئيا». وفي عام 2010، وضعت منظمة مراسلون بلا حدود المالديف في المرتبة 52 عالميا من أصل 178 دولة من حيث حرية الصحافة.

## قضية إسماعيل رشيد
في تشرين الثاني/نوفمبر 2011، تم إغلاق مدونة الصحفي والناشط إسماعيل خيلات رشيد من قبل هيئة الاتصالات في جزر المالديف (كام) وذلك بأمر من وزارة الشؤون الإسلامية على أساس أن مدونته كانت يتضمن «مواد مُعادية للإسلام». وكان رشيد قد دافع في مدونته عن الصوفية ودعا لمزيد من التسامح الديني. وقد أثار هذا الموضوع جدلا كبيرا حينها، خاصة بعد إدانة كل من منظمة مراسلون بلا حدود والمفوضية السامية للأمم المتحدة لحقوق الإنسان متمثلة في السيدة نافانيثيم بيلاي لهذا التصرف مؤكدين على أن حرية التعبير أصبحت في خطر في المالديف، كما أشارو إلى زيادة مُقلقة في التعصب الديني في نفس «الدولة».
في 10 كانون الأول/ديسمبر من نفس السنة، نظمت مجموعة من الجمعيات الحقوقية ومنظمات حقوق الإنسان مسيرة لدعم رشيد والمطالبة بفك الحظر على مدونته كما طالبوا بمزيد من الحرية الدينية، وفي نفس الوقت هاجمت مجموعة ما رشيد وتعدت عليه بالضرب مما تسبب له بكسر في الجمجمة، وقد تبين في وقت لاحق أن من هاجم رشيد هم مجموعة متدينون من الطائفة الأرثوذكسية. لكن وفي المقابل فقد تم تنظيم مظاهرة مضادة في 23 كانون الأول/ديسمبر وذلك من أجل حماية الإسلام والدفاع عنه ثم المطالبة بسن قوانين تمنع أو تحظر كل من ينتقد هذا الدين، وكانت منظمة العفو الدولية قد طالبت سلطات المالديف بإطلاق سراح رشيد واعتبرته سجين رأي، كما دعمته منظمة مراسلون بلا حدود وطالبت بتخفيف كل الضغط عنه.